# Pilareta
Pilareta (cyr. Пиларета) – wieś w Serbii, w okręgu raskim, w mieście Novi Pazar. W 2011 roku liczyła 6 mieszkańców.